# 纳布拉德
纳布拉德，是匈牙利索博尔奇-索特马尔-贝拉格州所辖的一个村。总面积17.69平方公里，总人口891，人口密度50.4人/平方公里（2011年1月1日）。